# Le Cœur au poing
Pour plus de détails, voir Fiche technique et Distribution.
Le Cœur au poing est un film québécois de Charles Binamé sorti le 14 septembre 1998 est le second volet d’une trilogie sur la solitude urbaine entamée trois ans plus tôt avec Eldorado et qui se poursuivra avec La beauté de Pandore en 2000.

## Fiche technique
- Titre : Le Cœur au poing
- Réalisation : Charles Binamé
- Scénario : Charles Binamé et Monique Proulx
- Musique : Yves Desrosiers et Richard Grégoire
- Photographie : Pierre Gill
- Montage : Claude Palardy
- Costumes : Daniel Lalande
- Décors : Jacques Rajotte
- Conception sonore : Claude Beaugrand
- Son : Michel Charron, Hans Peter Strobl
- Distribution des rôles : Lucie Robitaille
- Chanson générique de fin : Lhasa de Sela
- Production : Lorraine Richard
- Société de production : Cité-Amérique, Société Radio-Canada et Téléfilm Canada
- Pays :  Canada
- Genre : Comédie dramatique
- Durée : 97 minutes
- Dates de sortie : 
  -  Canada : 14 septembre 1998 (festival international du film de Toronto)

## Distribution
- Pascale Monpetit : Louise
- Anne-Marie Cadieux : Paulette
- Guy Nadon : Julien
- Guylaine Tremblay : Marlène
- Raymond Belisle : Frustré
- Stéphane Breton : Max
- Georges Brossard : Monsieur Brossard
- Pascale Bussière : Marianne
- Lina Cruz : Danseuse solo
- Marc Gélinas : Homme de joie
- Venelina Ghiaourov : Mina
- Normand Gougeon : Vince
- Marc Labrèche : Camionneur
- Micheline Lanctôt : Miche
- Rita Lafontaine : Rita
- Dominique Lévesque : Frédéric
- Normand Lévesque : Reggie
- Hubert Loiselle : Sans abri
- Jean-René Ouellet : Jean-René
- Luc Picard : Lézard
- Luc Proulx : Ben miracle
- Linda Sorgini : Sexy
- Michel Charette : Homme camion

## Distinctions
- (1999) Gagnante du Jutra de la meilleure actrice (Pascale Monpetit)
- (1999) Gagnante du Jutra de la meilleure actrice de soutien (Anne-Marie Cadieux)
- (1999) Nomination prix Jutra meilleur son (Michel Charron,Claude Beaugrand,Hans Peter Strobl)
- (1999) Nomination prix Jutra meilleure musique originale (Richard Grégoire)
- (1999) Nomination prix génie de la meilleure actrice (Pascale Monpetit)
- (1999) Nomination prix génie meilleur costumes (Daniel Lalande)
- (1998) Mons International Festival of Love Films meilleure actrice (Pascale Monpetit)
- (1998) Festival international du film de Karlovy Vary Globe de cristal du meilleur film
- (1998) Festival international du film de Karlovy Vary meilleur réalisateur (Charles Binamé)
- (1998) Festival international du film de Vancouver, Prix du meilleur scénario canadien (Charles Binamé) (Monique Proulx)